# Anton Visser
Anton Visser (1938) is een Nederlands politicus van de PvdA.
Hij was als hoofdcommies-C werkzaam bij de afdeling financiën van de provinciale griffie van Noord-Holland en daarnaast gemeenteraadslid in Akersloot. In oktober 1976 werd Visser de burgemeester van Vlieland en in februari 1987 volgde zijn benoeming tot burgemeester van Weesp. In oktober 1994 ging Visser daar vervroegd met pensioen.